# Landratsbezirk Bensheim
Der Landratsbezirk Bensheim war ein Landratsbezirk im Großherzogtum Hessen mit Sitz in Bensheim und bestand von 1821 bis 1832. Er ging 1832 in dem Kreis Bensheim auf.

## Umfang des Landratsbezirks
Der Landratsbezirk Bensheim setzte sich aus den folgenden vorherigen Verwaltungseinheiten zusammen:
- dem Amt Bensheim
- dem Amt Seeheim
- dem Amt Zwingenberg mit Ausnahme von Jägersburg nebst dem Forsthaus Großrohrheim und Großhausen
- dem Amt Gernsheim mit Ausnahme von Wattenheim
- den Orten Pfungstadt, Eberstadt, Hahn, Eschollbrücken, Eich, Niederbeerbach und Frankenstein aus dem Amt Pfungstadt.

Im Oktober 1824 wurden noch die Orte Beedenkirchen und Wurzelbach aus dem Landratsbezirk Reinheim zugeteilt.
Der Bezirk enthielt 26 althessische und 5 vormals mainzische Orte, die alle zu den Dominiallanden gehörten, in denen also keine Hoheitsrechte Dritter bestanden, etwa Patrimonialgerichte.

## Einteilung
Die Administrative Einteilung legte die Bürgermeistereien fest, die dem Landrat unterstanden. Dabei wurden mehrere kleinere Ortschaften häufig durch eine Bürgermeisterei verwaltet. Seit 1822 konnten die Hessischen Gemeinden ihre Bürgermeister selbst wählen und es wurden keine Schultheiße mehr eingesetzt. Die folgenden 19 Bürgermeistereien bestanden im Landratsbezirk:
1. Alsbach
2. Auerbach mit Hochstädten
3. Balkhausen mit Quatelbach (Weiler in der Gemarkung von Balkhausen), Staffel und Felsberg (Siedlung in der Gemarkung Beedenkirchen)
4. Beedenkirchen mit Wurzelbach
5. Bensheim mit Fehlheim
6. Bickenbach mit Hartenau (Hof in der Gemarkung Bickenbach)
7. Eberstadt
8. Eschollbrücken mit Eich
9. Gernsheim mit Kleinrohrheim
10. Hähnlein
11. Hahn
12. Jugenheim
13. Langwaden mit Rodau
14. Niederbeerbach mit dem Frankenstein
15. Oberbeerbach mit Schmalbeerbach und Stettbach
16. Pfungstadt
17. Schwanheim
18. Seeheim mit Malchen
19. Zwingenberg

## Landrat
Einziger Landrat war von 1821 bis 1832 Peter Joseph von Rüding.

## Auflösung
Durch Edikt vom 6. Juni 1832 wurden die Landratsbezirke aufgehoben und räumlich umfangreichere Kreise gebildet. Deren Zuschnitt wurde kurz darauf mit einer weiteren Verordnung festgelegt, wobei die Landratsbezirke Bensheim und Heppenheim zum Kreis Bensheim vereinigt wurden.

## Justiz
Gleichzeitig mit der Bildung der Landratsbezirke 1821 wurden Landgerichte installiert, die jetzt unabhängig von der Verwaltung waren. Mit der Bildung des Landratsbezirks Bensheim wurde parallel das Landgericht Zwingenberg mit Sitz in Zwingenberg geschaffen, dessen Zuständigkeitsbereich sich mit dem Landratsbezirk deckte.

## Weitere Verwaltungen

### Finanzverwaltung
Für die Einnahmen aus Staatseigentum (den sogenannten Domanialen) gab es die Rentämter. Für den gesamten Landratsbezirk war das Rentamt Zwingenberg zuständig.
Davon getrennt war die Steuerverwaltung. Für den Landratsbezirk war der Steuerbezirk Bensheim zuständig der alle Orte umfasste und zur Obereinnehmerei Bensheim gehörte. Der Steuerbezirk Bensheim war wiederum in vier Distrikteinnehmereien gegliedert die aus, 1. Bensheim mit Fehlheim und Schwanheim; 2. Eberstadt mit Eich, Eschollbrücken, Niederbeerbach und Pfungstadt; 3. Gernsheim mit Hähnlein, Hahn, Kleinrohrheim, Langwaden und Rodau; 4. Zwingenberg mit Alsbach, Auerbach, Balkhausen, Bickenbach, Hartenau, Hochstädten, Jugenheim, Malchen, Oberbeerbach, Seeheim, Staffel und Stetlbach, bestanden.
Der Bezirk gehörte zum Hauptzollamt Heppenheim und hatte eine Nebenzollamt in Bickenbach.

### Forst
Die Forstverwaltung des Landratsbezirks Dieburg wurde vom Forst Jugenheim wahrgenommen. Dieser hatte die vier Forstreviere: 1. Bensheim mit Fehlheim und Schwanheim; 2. Eberstadt mit Eich, Eschollbrücken, Niederbeerbach und Pfungstadt; 3. Gernsheim mit Hähnlein, Hahn, Kleinrohrheim, Langwaden und Rodau; 4. Zwingenberg mit Aisbach, Auerbach, Balkhausen, Bickenbach, Hartenau, Hochstädten, Jugenheim, Malchen, Oberbeerbach, Seeheim, Staffel und Stetlbach. Der Ort Auerbach gehört zum Revier Lorsch des Forsts Heppenheim.

### Kirche
Die Kirchverwaltung im Bezirk bestand aus dem lutherischen Inspektorat Bensheim, das aus den folgenden 15 Pfarreien mit ihren Filialen: 1. Alsbach; 2. Auerbach mit Hochstädten; 3. Beedenkirchen mit Wurzelbach und Staffel; 4. Bickenbach; 5. Eberstadt; 6. Eschollbrücken; 7. Hähnlein; 8. Hahn mit Eich; 9. Jugenheim mit Balkhausen und Qualelbach; 10. Niederbeerbach mit Malchen, Oberbeerbach mit Schmalbeerbach; 11. Stettbach und dem Neutscher Hof (aus dem Landratsbezirk Reinheim); 12. Pfungstadt; 13. Schwanheim mit Langwaden, Rodau und Großhausen (aus dem Landratsbezirk Heppenheim); 14. Seeheim; 15. Zwingenberg. Die katholischen Orte hatten zwei Pfarreien: Bensheim mit Fehlheim, Gernsheim mit Kleinrohrheim. Diese Pfarreien gehörten zum Bergsträßer Landkapitel.

## Historische Beschreibung
Die Statistisch-topographisch-historische Beschreibung des Großherzogthums Hessen berichtet 1829 über den Landratsbezirk Bensheim:
Die Lage und Grenzen wird beschrieben als:
„Der Bezirk liegt zwischen 49° 39′ und 49° 51′ nördlicher Breite und zwischen dem 26° 8′ und 26° 24′ südlicher Länge. Die Grenzen sind gegen Norden: die Bezirke Dornberg und Darmstadt; gegen Osten: der Bezirk Reinheim; gegen Süden: die Bezirke Lindenfels und Heppenheim; gegen Westen: die Bezirke Heppenheim, Dornberg und der Rhein.“
Die Natürliche Beschaffenheit als: „a) Oberfläche und Boden: Die durch die Bergstraße ziehende Chaussee scheidet das Gebirgsland von dem Flachland. Der höchste Punkt ist der Melibokus oder Malchenberg 2195 Hess. Fuß (0,25 m) über der Meeresfläche, ihm folgt der Felsberg 2009 Hess. Fuß über der Meeresfläche. Der westliche Theil von der Straße bis an den Rhein besteht aus einer weiten Ebene. Der Boden geht von der besten Meererde, bis zum ganz leichten Sand; letzterer besonders bei Eberstadt, Pfungstadt. Im Ganzen ist der Boden meist fruchtbar, und an mehreren Orten von vorzüglicher Güte. b) Gewässer: 1) der Rhein; 2) der Modaubach; 3) der Winkelbach; 4) der Landbach.“
Die Bevölkerung als:  „Diese beträgt 23,094 Seelen, unter diesen sind 15,112 Luth., 7282 Kath., 39 Reform., 5 Menoniten und 656 Juden, welche zusammen 3 Städte, 2 Marktflecken. 24 Dorfer, 2 Weiler, überhaupt 3011 Häuser bewohnen.“
Die Naturprodukte als: „1665 Pferde; 479 Fehlen; 52 Bullen; 340 Ochsen; 40l2 Kühe; 1452 Rinder; 4437 Schweine; 667 Schaafe; 414 Ziegen; 2 Esel. Fische, als Karpfen, Hechte, Aale, Schleien, zuweilen auch Salmen. Getreide aller Art; Hirse, etwas Welschkorn; Hülsenfrüchte; viele Futterkräuter, namentlich Klee, Dickrüben, Kartoffel; Gemüse, Reys, etwas Mohn; Hanf, Flachs Tabak; gutes Obst, viele Welschnüsse, etwas Kastanien und Mandeln; Wein zu Bensheim, der beste sogenannte Rottwein auf dem Kirchberge, dann zu Zwingenberg, Alsbach, Jugenheim. Auch Gold soll früher auf dem Auerbacher Schloßberg gegraben worden seyn, so wie sich Goldkörner in dem Hochstädter Bach gefunden haben sollen. Bei Auerbach war ein Silberbergwerk und bei Hochstädten sind verlassene Bleigruben. Torf bei Pfungstadt Gernsheim und Eschollbrücken. Kalk, so wie eine Art Marmor, bei Auerbach; bekannt ist ersterer wegen seiner Weiße. Hier ist Granit auf Kalk gelagert. In den Kalksteinbrüchen im Hochstädter Thal bricht ein schöner weißer Urkalk, in welchem zuweilen Granit [Anm.: Druckfehler im Original, sollte Granat heißen] Krystalle eingesprengt sind. Ein in der Nähe liegender Bruch enthält sehr schönen derben Granat, und ein dritter Bruch auf der Hohe zwischen diesem Thal und Schönberg enthält Kalk mit Idokras (Vesuvianit). Bei Eberstadt und Niederbeerbach findet sich ein grüner strahlenförmiger Schörl mit Quarz und bei Auerbach Jaspis, Granit und Syenit findet sich viel; Serpentin und Magneteisenstein am Frankenstein. Mineralwasser bei Auerbach und Hochstädten.“
Gewerbe und Handel als: „Handel, Ackerbau, Viehzucht, Manufakturwesen, Handwerke; bedeutendes Mühlengewerbe besonders in Eberstadt, Pfungstadt, Jugenheim. Der Bezirk hat zu Eberstadt eine Wollenmanufaktur, mit welcher Maschinenspinnereien verbunden sind. In Pfungstadt ist eine Krappfabrik, die aber nur schwach betrieben wird; in Bensheim eine Tabaksfabrik und in Auerbach werden gute Penduluhren verfertigt. Ein vorzügliches Bier, so wie auch eine Art Porterbier, liefert Eberstadt, woselbst auch die Brandeweinbrennereien stark betrieben werden; bekannt ist das sogenannte Eberstädter Wasser. Malchen hat bedeutende Leinwandbleichen. Ausgeführt werden: fettes Vieh, Getreide, Nüsse, Kalk, etwas Wein, Brandewein, sodann Wollewaaren, namentlich Schwoneboy, geköpert und glatt feine Flanelle, Moltons Espangolets, Bett- und Pferdedecken. Der Handel mit Mehl und Mehlwaaren, geschälter Gerste, geschältem Hirsen, wird stark betrieben; einen lebhaften Verkehr bewirkt der wöchentliche Fruchtmarkt zu Gernsheim. Die durch die Bergstraße ziehende Chaussee berührt die Orte Bensheim, Auerbach, Zwingenberg, Bickenbach und Eberstadt. Auch geht von Bensheim eine Chaussee nach Lorsch.“